# MRV Engenharia

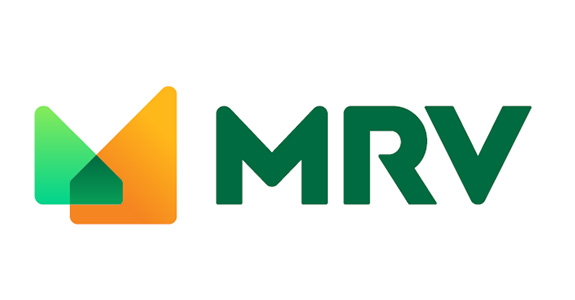
Logo MRV

MRV Engenharia est une entreprise brésilienne spécialisée dans l'immobilier, et faisant partie de l'indice Bovespa, le principal indice boursier de la bourse de São Paulo.